# Le Visage dans le brouillard
Pour plus de détails, voir Fiche technique et Distribution.

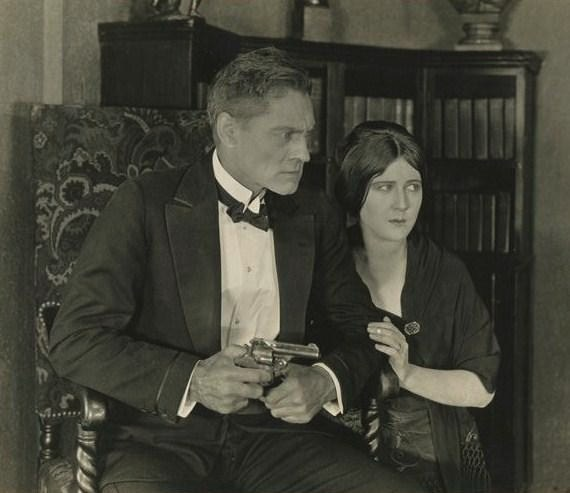
Lionel Barrymore et Seena Owen

Le Visage dans le brouillard (The Face in the Fog) est un film muet américain réalisé par Alan Crosland, sorti en 1922.

## Synopsis
La Grande Duchesse Tatiana, réfugiée aux États-Unis à la suite de la révolution russe, se fait dérober les bijoux de la Maison Romanov qu'elle a emportés dans son exil. Convoités par divers escrocs (dont Petrus) et recherchés par le gouvernement américain, les joyaux sont finalement récupérés par le gangster repenti surnommé Boston Blackie qui les restitue à la Grande Duchesse...

## Fiche technique
- Titre : Le Visage dans le brouillard
- Titre original : The Face in the Fog
- Réalisation : Alan Crosland
- Scénario : John Lynch et Jack Boyle, d'après les histoires de ce dernier consacrées à « Boston Blackie »
- Directeurs de la photographie : Ira H. Morgan et Harold Wenstrom
- Producteur : William Randolph Hearst
- Société de production : Cosmopolitan Productions
- Société de distribution : Paramount Pictures
- Genre : Mystère
- Film muet - Noir et blanc - 70 min
- Date de sortie :
  - États-Unis : 8 octobre 1922

## Distribution
- Lionel Barrymore : « Boston Blackie » Dawson
- Seena Owen : Grande Duchesse Tatiana
- Lowell Sherman : Comte Alexis Orloff
- George Nash : Huck Kant
- Louis Wolheim : Petrus
- Mary MacLaren : Mary Dawson
- Macey Harlam : Comte Ivan
- Gustav von Seyffertitz : Michael
- Joe King : Détective Wren
- Tom Blake : Surtep
- Marie Burke : Olga
- Joseph Smiley : Capitaine de police
- Martin Faust : Valet du comte Ivan
- Mario Majeroni : Grand Duc Alexis